# Brett Weston
Pour les articles homonymes, voir Weston.
Brett Weston, né à Los Angeles le 16 décembre 1911 et mort à Hawaï le 22 janvier 1993, est un photographe américain, membre du groupe f/64.

## Biographie
Brett Weston est le deuxième fils d'Edward Weston, lui aussi photographe.